# Aurelio Galfetti

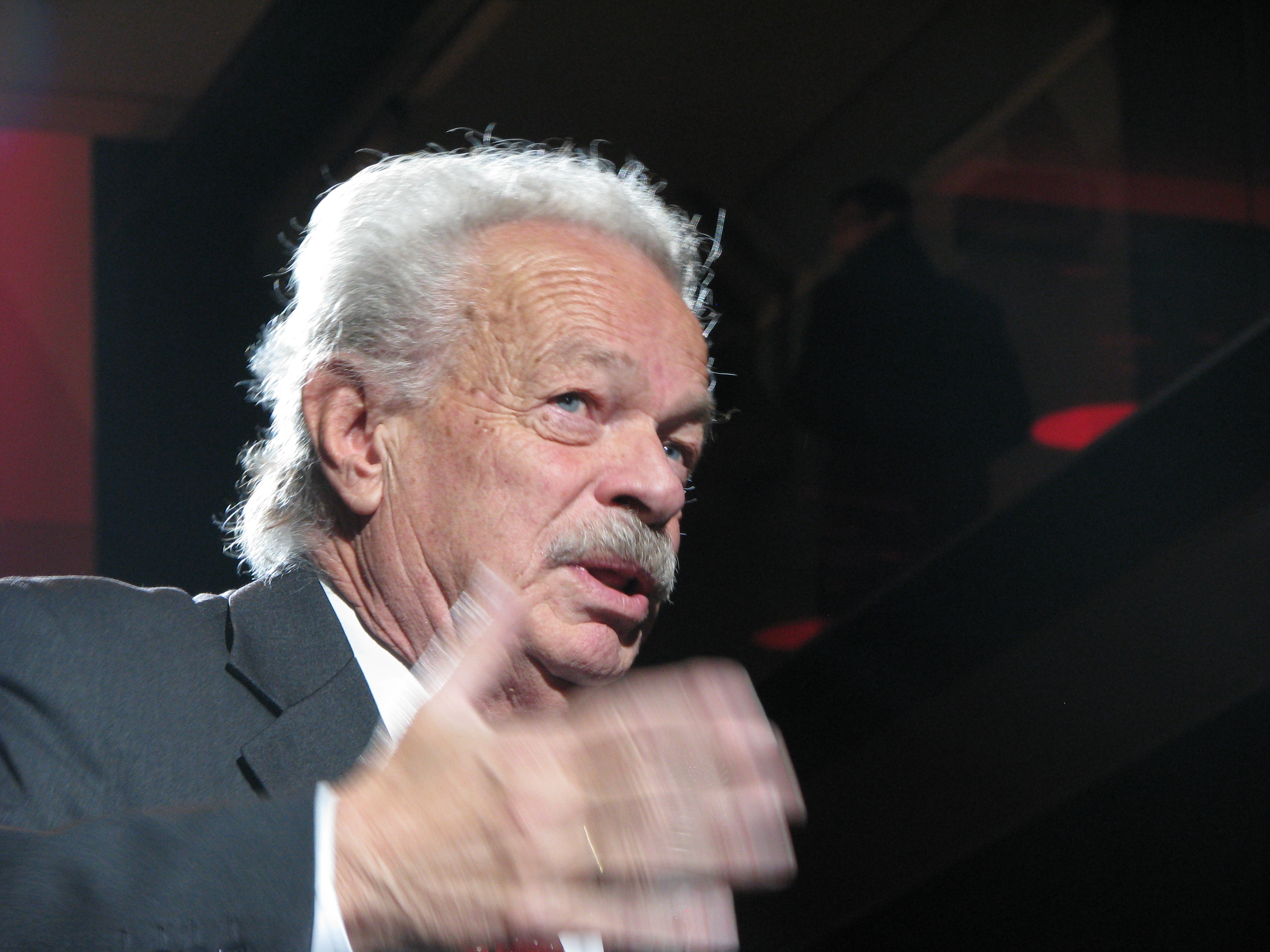
Aurelio Galfetti

Aurelio Galfetti (* 2. April 1936 in Lugano; † 5. Dezember 2021 in Bellinzona) war ein Schweizer Architekt und Universitätsprofessor. Er war ein Hauptvertreter der „Tessiner Schule“.

## Leben und Wirken
Nach seiner Mitarbeit im Architekturbüro Tita Carloni in Lugano, studierte Galfetti in den Jahren 1956 bis 1960 an der Eidgenössischen Technischen Hochschule Zürich bei Paul Waltenspühl. 1960 eröffnet er ein eigenes Büro in Lugano. Von 1962 bis 1970 bestand eine Bürogemeinschaft mit den Architekten Ruchat-Roncati und Trümpy. Zwischen 1970 und 1978 arbeitete Galfetti bei verschiedenen Projekten mit Livio Vacchini, Luigi Snozzi, Rino Tami und Mario Botta zusammen.
Im Jahr 1996 gründete Galfetti zusammen mit seinem Kollegen Mario Botta die Accademia di Architettura in Mendrisio, wo er von 1996 bis 2001 Direktor und bis 2006 Professor war. 1984 nahm er eine Gastprofessur an der École polytechnique fédérale de Lausanne sowie 1987 an der Unité pédagogique 8 in Paris an.
Ab 1976 war er Mitglied im Bund Schweizer Architekten und Bund Deutscher Architekten (ab 1983 Ehrenmitglied).

## Trivia
Galfettis Schwester, die Schauspielerin Luisangela Galfetti, war mit dem katalanischen Maler Xavier Valls verheiratet.

## Bauten

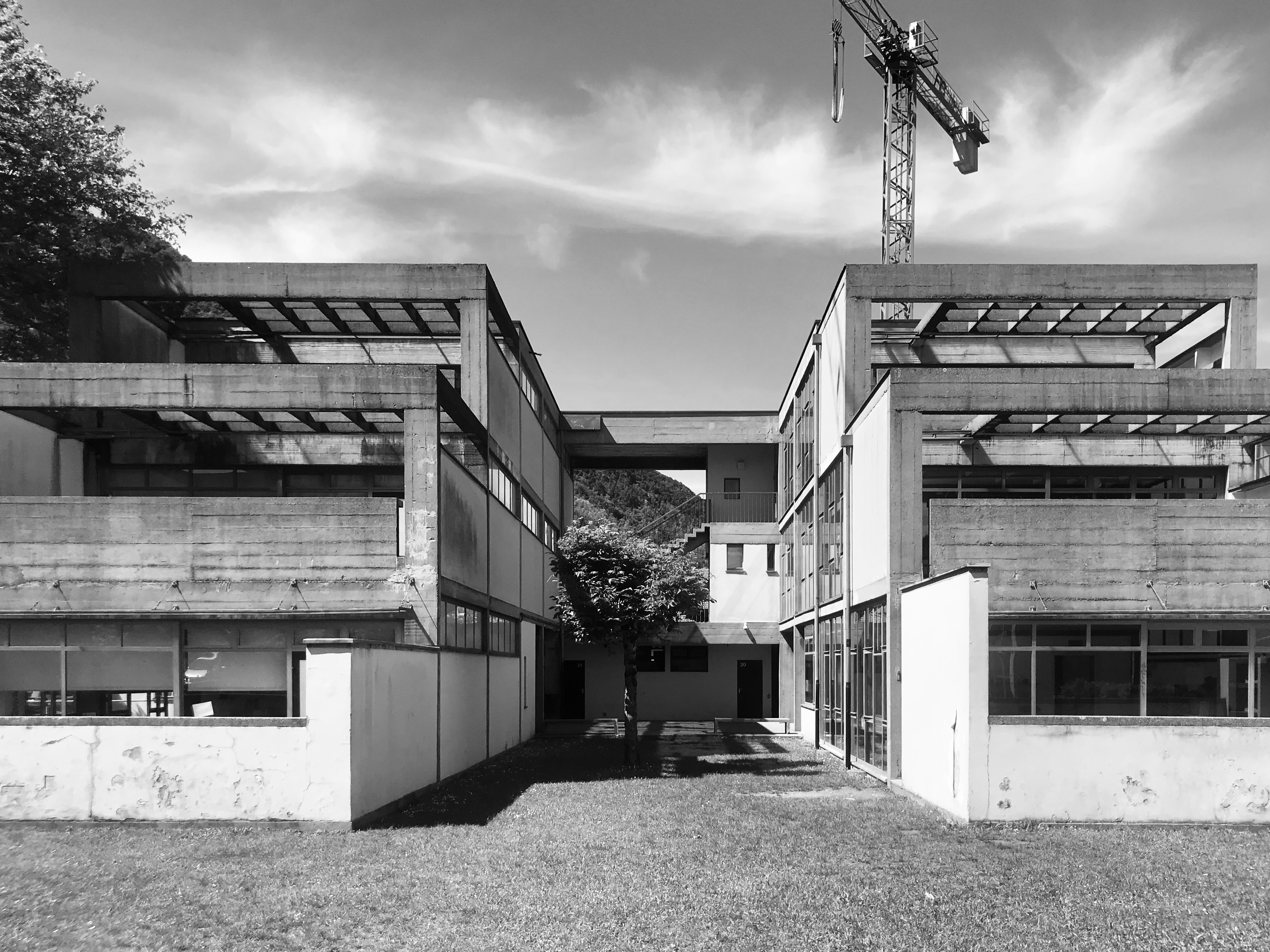
Scoula elementare Riva San Vitale

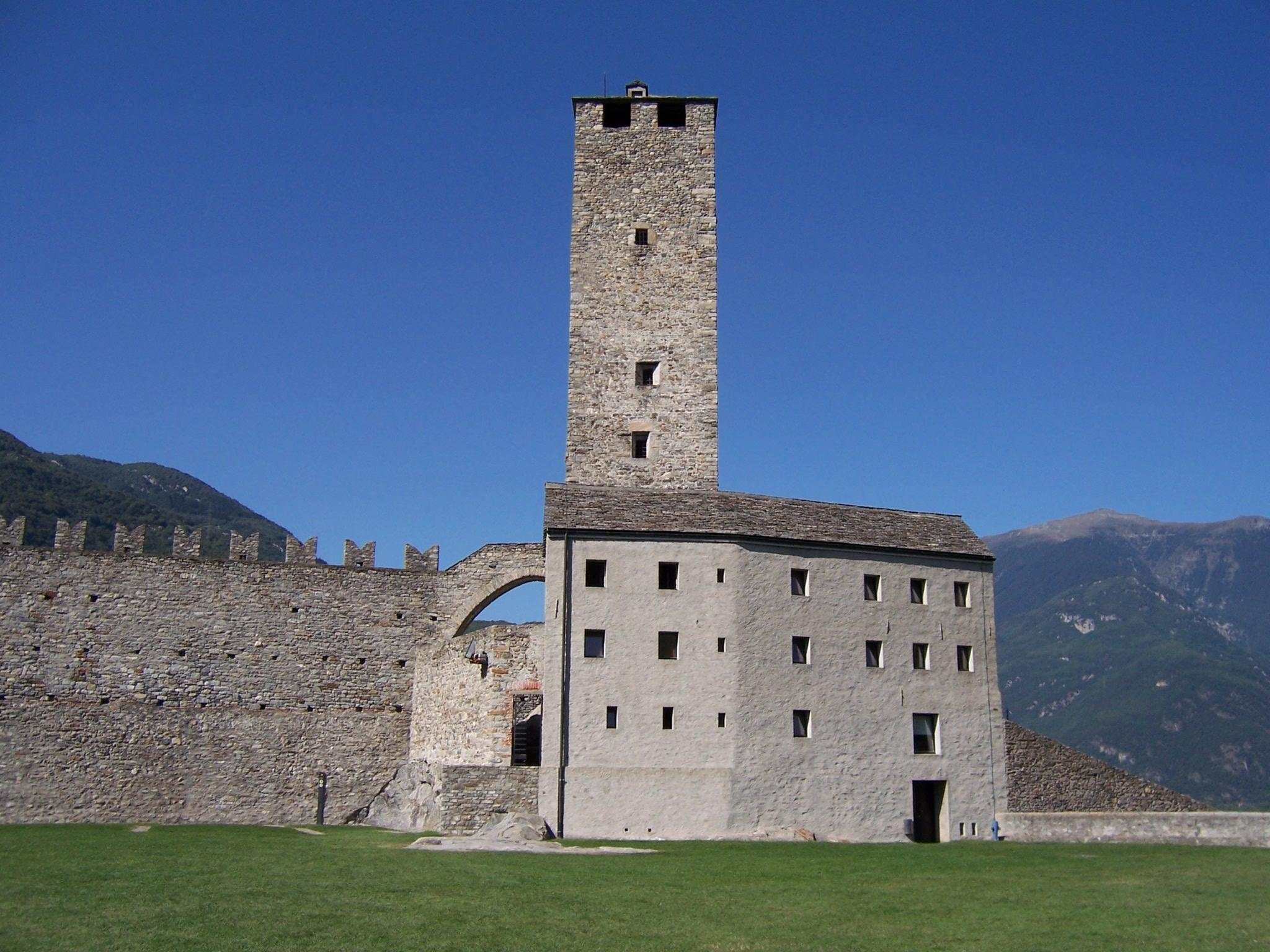
Castelgrande, Bellinzona

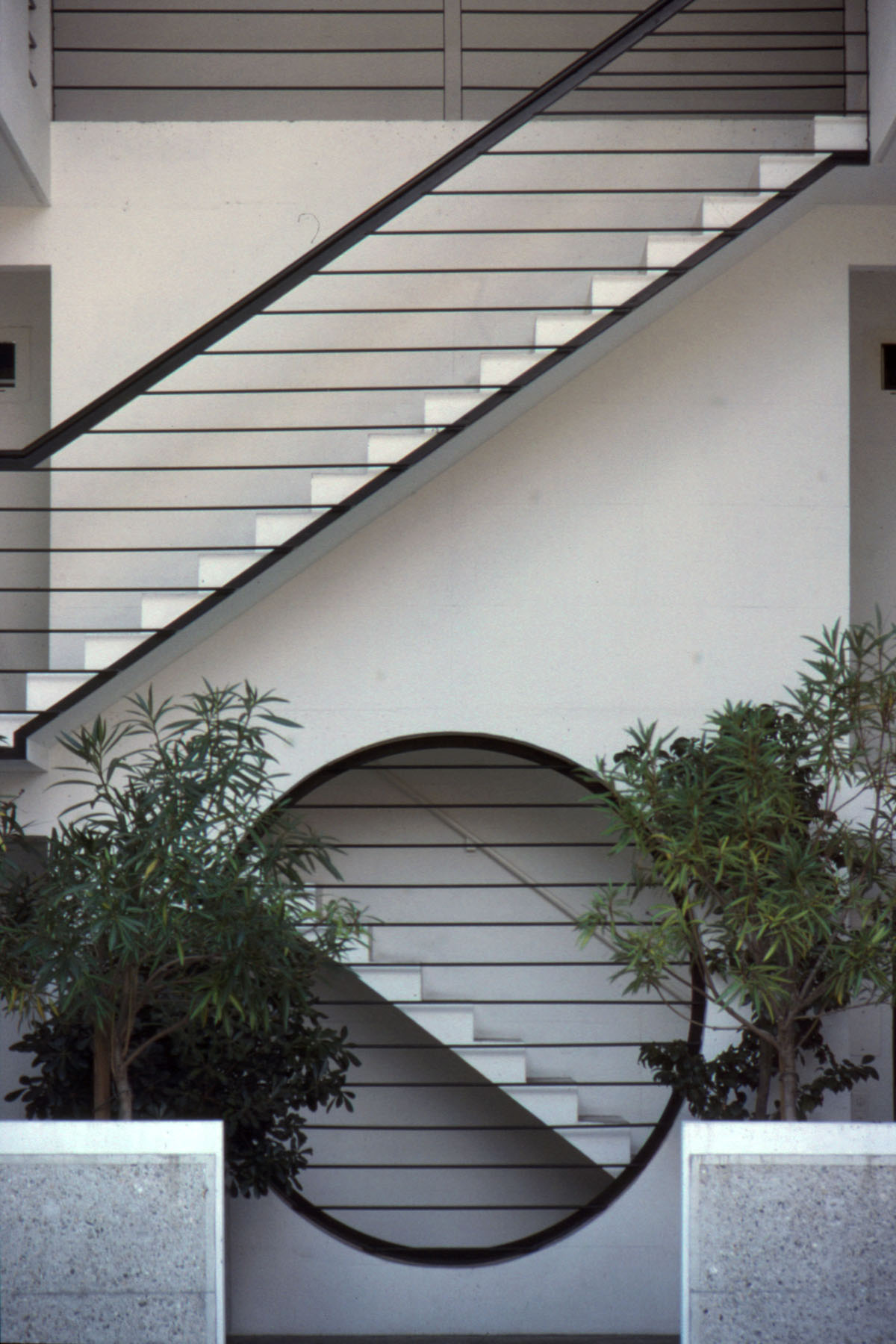
Bianco e Nero, Bellinzona

- 1985–1986: Casa Leonardo, Lugano mit Antonio Antorini[2]
- 1997: Sanierung ländliches Wohnhaus, Agno mit Jachen Könz[3]
- 1999–02: Aula polivalente – Università della Svizzera italiana, Lugano mit Jachen Könz[4]

- 1961: Casa Rotalinti, Bellinzona. Die Casa Rotalinti ist Kulturgut der Stadt Bellinzona.
- 1963–64: Kindergarten, Biasca
- 1966–70: Kindergarten, Lugano
- 1967–70: Bagno Pubblico Bellinzona, Bellinzona
- 1969–71: Kindergarten, Bedano
- 1972: Scoula elementare Riva San Vitale. Die Scoula elementare Riva San Vitale ist Kulturgut der Stadt Riva San Vitale.
- 1972–75: Mittelschule, Ascona
- 1981–85: Hauptpostamt, Bellinzona
- 1984–85: Wohnhaus Al Portone, Bellinzona
- 1985–86: Tennisanlage, Bellinzona
- 1986: Wohnhäuser Bianco e Nero, Bellinzona
- 1988: Haus Ferreti, Gravesano
- 1983–89: Castelgrande, Bellinzona
- 1989–90: Mediahek, Chambéry
- 1991–94: Bâtiment Ulysse, Lausanne
- 2006: Net Center, Padua